# 太田武彦
太田 武彦（おおた たけひこ、1925年1月5日 - ）は、日本の作詞家、元自衛官。別名義に太田 かおる、太田 かほる。

## 来歴
現在の東京都江戸川区生まれ。1944年（昭和19年）に旧制上野中学校を卒業後、陸軍少年飛行兵に志願して終戦を迎える。復員後は国警秋田県本部に採用され警察官となったが、1950年（昭和25年）の警察予備隊発足と同時に入隊して以降、陸上自衛隊で仙台・青森・札幌・帯広を経て美幌駐屯地に転属した。
美幌時代は本名もしくは「太田かほる」名義で作詞の懸賞募集への投稿を精力的に行い、1966年（昭和41年）に北海道が公募した「道民のうた」で応募作「光あふれて」が入選した。以降も1970年（昭和45年）の日本万国博覧会公式テーマソング「世界のひろばで」、三越の2代目社歌などで入選。この他に、野村将希「幸せ行きの汽車が出る」をはじめとした歌謡曲も手掛けている。
平成以降では1994年（平成6年）に秋田県立平成高等学校の校歌を作詞したが、近況は不明。

## 主な作品
注記の無い場合は本名の「太田武彦」名義。

### 歌謡曲
- 野村将希「幸せ行きの汽車が出る」（阿久悠との合作、作曲：平尾昌章）
- 勝彩也「気まぐれブルース」（作曲：彩木雅夫）[注 1]
- 中島一己「美幌ブルース」（作曲：桑山真弓）[注 1]

### 自治体歌
- 光あふれて（作曲：中村八大） - 「北海道民のうた」3曲のうち行進曲。
- 若いふるさと（作曲：山本丈晴） - 北海道伊達市[注 2]
- のぞみ新たに（作曲：藤掛廣幸）[注 3] - 岐阜県関市
- 紫波町民歌（補作：紫波町民の歌選定委員会、作曲：押尾司） - 岩手県紫波郡紫波町
- 弥彦村民歌（補作：弥彦村民歌制定委員会、作曲：遠藤実） - 新潟県西蒲原郡弥彦村

廃止楽曲
- 篠山町の歌（作曲：前川澄夫）[注 3] - 兵庫県多紀郡篠山町（現：丹波篠山市）

### 校歌
- 秋田県立平成高等学校（補作：大友康二、作曲：後藤洋）[注 1]

### 社歌
- 三越新社歌「若い生命」（補作：藤浦洸、作曲：古関裕而）[注 3]

### その他
- 万国博の歌「世界のひろばで」（補作：竹中郁、作曲：宮川泰）[注 3]